# Brandeburgo Oriental

Escudo de armas de Neumark (Brandeburgo Oriental)

Brandeburgo Oriental (en alemán: Ostbrandenburg), también llamado Nueva Marca (en alemán: Neumark, en polaco: Nowa Marchia), fue una región histórica alemana en la provincia de Brandeburgo, Prusia, al este del río Óder, un territorio que pasó a ser polaco a partir de 1945.El territorio de "Brandeburgo Oriental" corresponde actualmente al voivodato polaco de Lubusz.